# 冲赛康街道
冲赛康街道（藏語：ཁྲོམ་སྲིད་ཁང་）是中国西藏自治区拉萨市城关区下辖的一个街道。2010年，冲赛康街道被撤销，辖区并入八廓街道。

## 行政区划
冲赛康街道下辖：冲赛康社区、丹杰林社区、夏萨苏社区。